# Posletten
Posletten (it. Val Padana) er en slette, som dækker store dele af Norditalien. Sletten grænser til Alperne i nord, Appenninerne i syd og Adriaterhavet i øst. På grund af floden Po og alle dens sidefloder er området velegnet til landbrug, som er et vigtigt erhverv for befolkningen her. De største byer finder man, hvor sletten møder bjergmassiverne, Milano, Bologna og Verona.
45°19′49″N 9°47′56″Ø / 45.3303°N 9.7989°Ø